# Кондусла
Кондусла — река в Новосибирской области России. Устье реки находится в 820 км по левому берегу реки Оми. Длина реки — 38 км.

## Данные водного реестра
По данным государственного водного реестра России относится к Иртышскому бассейновому округу, водохозяйственный участок реки — Омь, речной подбассейн реки — Омь. Речной бассейн реки — Иртыш.